# 1970-es makói árvíz
Az 1970-es tavaszi nagy árvíz a megáradt Maros kilépése volt a medréből Makón és környékén.

## Előzmények
Az 1970-es év csapadékban gazdag esztendő volt, az elsőfokú belvízvédelmi készültséget már január 6-án, a harmadfokút február 2-án rendelték el. A város legmélyebb részén, az egyébként is szociális és infrastrukturális hiányosságokkal küszködő Honvéd városrészben és a külterületi szántóföldek jó részén egyszerre okozott gondot a talajvíz, a csapadékvíz és a hólé. A Kétegyháza–Újszeged-vasútvonal és az árvízvédelmi töltés között fekvő Lesi városrészből már januárban 21 családot telepítettek ki. Május 12-én a Maros vízgyűjtőjének területén 100 milliméter csapadék hullott 48 óra leforgása alatt – mindez soha nem tapasztalt árhullámot indított el Erdélyben, a folyó felső szakaszán.

## Védekezési munkálatok
1970. május 16-án 398 centimétert mértek a Maros makói szakaszán; egy nappal később elrendelték a harmadfokú árvízvédelmi készültséget és városi védelmi bizottságot alakítottak. A fel- és átázott gátakon egyre több helyen szivárgott át a víz, Makó határában több csatornából is kilépett a víz, a Sámson-Apátfalvi csatorna vizét a Maros tíz kilométerre duzzasztotta vissza. Május 19-én hatalmas erőket vontak össze a városban, ekkor érte el a levonuló árhullám a magyar-román határt. A Maros 1970. május 20-án, este 22 órakor tetőzött 624 centiméteren, miközben a várostól négy kilométerre nagy mennyiségű vízzel feltörő buzgárcsoport (fakadóvíz a töltés védett oldalán) alakult ki. A kritikus órákban teljes mozgósítást rendeltek el, a várost 56 mérnök, 92 technikus, 178 vízügyi szakdolgozó, a makói tűzoltóság, 2600 polgári személy, két-két honvédségi alakulat, szovjet katonai egység, műszaki zászlóalj, valamint egy-egy karhatalmi alakulat, 120 fős rendőri egység, polgárvédelmi egység, munkásőr- és vöröskeresztes zászlóalj védte.

## A lakosság kitelepítése
Az Árvíz- és Belvízvédelmi Területi Bizottság (ÁTB) a folyó tetőzése után egy nappal, május 21-én, a buzgárok hatását, a közlekedést megbénító felhőszakadás és a gát átszakadásának veszélyét mérlegelve az akkor 32 000 lakosú Makó, valamint Maroslele, Földeák és Óföldeák kitelepítése mellett döntött, hogy elkerüljön egy esetleges tömegkatasztrófát. Gátszakadás esetén a város legmélyebben fekvő részeit négy-, a legmagasabb pontját kétméteres víz borítaná. A négy településről és a környező tanyákról összesen 18 ezer embert telepítettek ki egyetlen éjszaka alatt, akiknek többsége – 16 000 fő – Hódmezővásárhelyre került, de Szentes és több község is fogadott be menekülteket. A nagy szervezettséggel és példás fegyelemmel végrehajtott intézkedés az árvízi védekezés műszaki történetének fontos mérföldköve. Ez a valaha volt legnagyobb létszámú kitelepítés egész Európában. A kitelepítettek a közvetlen veszély elmúltával, július 3-án térhettek vissza otthonaikba.

## Az árvíz után
Az árhullám levonulása után június 10-én mérték föl a károkat, valamint a kitelepítés költségeit – az összeg meghaladta a 294 millió forintot. Az újjáépítés ösztönzésére a kormány hosszú lejáratú építési kölcsönt biztosított, a Magyar Vöröskereszt több éven át osztotta még a károsultaknak a segélyeket. A Maros gátjait átlagosan 1-1,5 méterrel  magasították meg, talapzatukat kiszélesítették. Az árvíz fordulópontot jelentett: a Maros medrébe való visszatérésekor az akkori kormány elérkezettnek látta az időt a település fejlesztésére – mind ezidáig ugyanis a jugoszláv határ közelsége és az egyéni gazdálkodás túlsúlya miatt a területfejlesztési politika a várost kirekesztette. Végrehajtották a főtér rekonstrukcióját, több nagyobb lakótelepet hoztak létre. Igaz elkésve, de megindult az iparfejlesztés is, kizárólag országos és megyei gyárak leányvállalatait létrehozva.

## Emlékezete

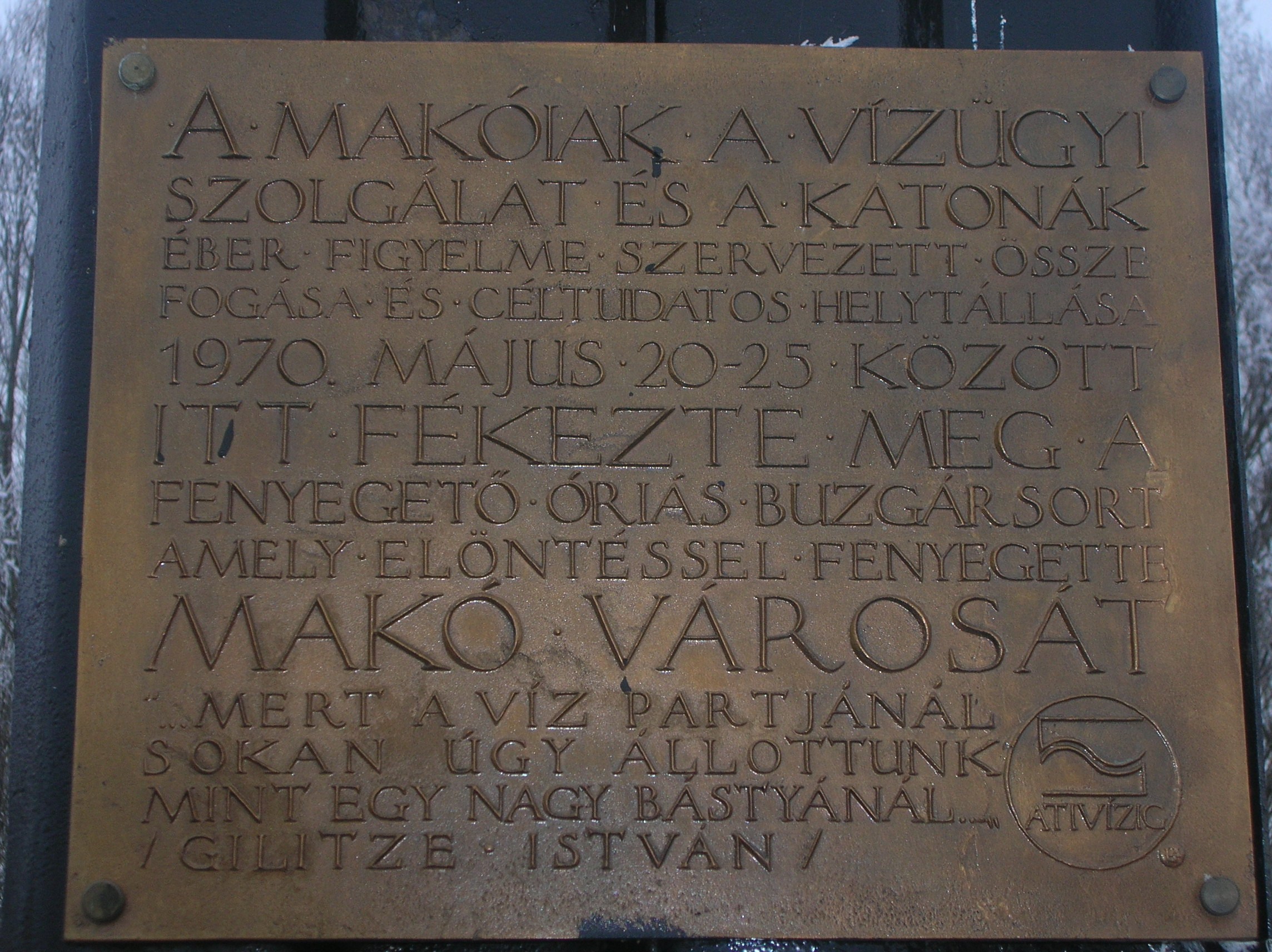
Emléktábla az óriásbuzgár megállításának helyén emelt emlékművön

- Az Alsó-Tisza vidéki Vízügyi Igazgatóság (ATIVIZIG) megbízásából emlékművet állítottak a töltés mellett, a Landori erdők tövében. A pátrialemezekre bronz emléktáblát helyeztek, amin az árvízi védekezésben résztvevők előtti tiszteletadás mellett szerepel egy idézet Gilitze István makói parasztköltő P. Makó városának víz által való pusztulásáról című 1821-es művéből.[3]
- A Csanád vezér tér parkosított részén 1971-ben betonból emlékművet emeltek a két, az 1821-es és az 1970-es árvíz emlékére.[4] A talapzaton egy szabálytalan élére állított betonból készült ötszög áll, egyik oldalán fekete, a másikon fehér márvány emléktáblát helyeztek el. Az emlékművet eltávolították eredeti helyéről, amikor 2000-ben felavatták a téren Szent István lovasszobrát; jelenleg a Makói Kommunális Nonprofit Kft. telephelyének udvarán található.
- Karsai Ildikó, városban élő grafikus elkészítette egy új árvízi emlékmű terveit. A modern stílusú mű egy három méter magas, egy méter széles, fával zsaluzott vasbeton keret lenne, amely egy két tonnás, közel három méter magas és fél méter vastagságú, tetején hullámvonalakat idéző  üvegtömböt venne körül. A Szegedi és a Kölcsey utca sarkán állna, de az önkormányzat egyelőre nem talált forrást a szobor megvalósításához.[5]
- Az árvíz 40. évfordulóján megemlékezést és emlékülést szerveztek a Városháza nagytermében.[6] A történtekre 16 tablóból álló tárlattal és egy Az 1970. évi Alsó-Tisza vidéki árvíz emlékezete címet viselő kötettel emlékezett Csongrád Megye Önkormányzata és a Csongrád Megyei Levéltár.[7]